# Sarah Poncio
Sarah Poncio Silva de Souza (Duque de Caxias, 7 de julho de 1997) é uma empresária, influenciadora digital e política brasileira, filiada ao Solidariedade. Ficou conhecida por sua atuação nas mídias sociais, tendo acumulado milhões de seguidores. Em 2022, candidatou-se ao cargo de deputada estadual pelo Partido Republicano da Ordem Social. Ficou com a primeira suplência da legenda, herdando o cargo na Assembleia Legislativa do Rio de Janeiro com a eleição de Tande Vieira para a prefeitura de Resende.
A influenciadora ganhou fama pela presença da família Poncio nas redes sociais. Seus membros são conhecidos como os "Kardashians brasileiros", por causa das constantes aparições na imprensa de celebridades.

## Biografia
Sarah começou sua carreira na internet postando vídeos de sua rotina no YouTube. Ganhou as manchetes por volta de 2017, quando ficou grávida do músico Jonathan Couto. Por sua vez, o irmão de Sarah, o cantor e compositor Saulo Poncio, estava em um relacionamento com Letícia Almeida, que também estava grávida.
Em 2018, um exame de DNA revelou que a filha de Letícia Almeida não era de Saulo, mas sim de Jonathan Couto. Sarah chegou a perdoar o marido, mas o casal de separou por volta de 2021.
Quando ainda estava casada com Jonathan Couto, em 2020, Sarah adotou um menino de três anos chamado Josué. O menino aparecia frequentemente em fotografias nas redes sociais. Em 2021, contudo, o menino voltou com a família biológica, no Ceará. De acordo com Sarah, ela chegou ao menino através de uma funcionária, tia da criança. A influenciadora afirmou que quis ajudar, pois a informação que havia chegado a ela é de que a criança não tinha onde ficar e que sofria maus tratos. Sarah afirmou que estranhou o fato de que a mãe biológica não quis assinar a adoção.

### Candidatura política
Em 2022, anunciou a candidatura para deputada estadual pelo Partido Republicano da Ordem Social, enquanto que seu pai, o pastor evangélico Márcio Poncio, foi candidato a deputado federal. Tal fato causou estranheza por parte dos seguidores, pois Sarah não costumava falar de política nas redes sociais. A influenciadora afirmou que havia recebido um convite da presidência da legenda para que seja a representante dos jovens. Ela declarou mais de R$ 2 milhões em bens, incluindo quatro apartamentos. Sarah demonstrou apoio à candidatura de Pablo Marçal, então no mesmo partido, à presidência  — posteriormente, a candidatura não foi concretizada.
Nessa mesma época, foi revelado que a Gudang Brasil, distribuidora de cigarros cuja sócia é Sarah Poncio, devia mais de R$ 1,4 bilhão em impostos à União.
Ao fim da eleição, Sarah Poncio obteve 26.626 votos, sendo a terceira mais votada dentro do partido. Como a legenda obteve dois deputados, Sarah ficou com a primeira suplência.
Em 2024, Sarah revelou aos seus seguidores que enfrentou um quadro depressivo, chegando a pesar 38kg. Ela afirma que possui ansiedade, transtorno obsessivo compulsivo e síndrome ASIA (autoimune-inflamatória induzida por adjuvante). Desde 2023, Sarah havia diminuído sua presença nas redes sociais.

### Deputada estadual
Após as eleições municipais de 2024, houve abertura de vagas na Alerj. Um dos deputados eleitos em 2022, Tande Vieira (que era do PROS à época), venceu a eleição para a prefeitura de Resende, dando a vaga para Sarah, primeira suplente. Sarah tomou posse no dia 7 de janeiro de 2025.

## Carreira musical
Sarah Poncio tem uma música registrada como compositora. Ao lado de Luan e de Jonathan Couto, é autora de Melhor Assim, que fez sucesso nas vozes de Ludmilla e Biel.